# Trichorhina kribensis
Trichorhina kribensis är en kräftdjursart som beskrevs av Franco Ferrara och Helmut Schmalfuss 1983. Trichorhina kribensis ingår i släktet Trichorhina och familjen myrbogråsuggor. Inga underarter finns listade i Catalogue of Life.